# Matthias Heinrich Göring
Matthias Heinrich Göring (5 de abril de 1879, Düsseldorf, Alemania-24/25 de julio de 1945, Poznan, Polonia) fue un médico, psiquiatra y nazi alemán.

## Biografía
Obtuvo un doctorado en derecho en Friburgo de Brisgovia en 1900 y un doctorado en medicina en Bonn en 1907. Especializado en psiquiatría y neurología, en 1923 Göring estableció su práctica como Nervenarzt (neurólogo) en Elberfeld y posteriormente se sometió a un análisis en Múnich con el adleriano Leonhard Seif. En 1928 estableció un servicio de asesoramiento educativo en Elberfeld y en 1929 fundó un grupo de estudio de psicoterapia en Wuppertal.
Al igual que sus compañeros adlerianos Seif y Fritz Künkel, Göring hizo hincapié en los "sentimientos comunitarios", a los que añadió el patriotismo alemán y el pietismo cristiano. Por tanto, fue crítico del psicoanálisis por su supuesto materialismo y pansexualismo (motivación sexual en toda conducta).
La importancia de Göring en la historia del psicoanálisis proviene de su carrera después de 1933. Su posición como líder de la psicoterapia organizada en la Alemania nazi se deriva del hecho de que era primo mayor del jefe nazi Hermann Göring. En parte para proteger a la incipiente institución de la psicoterapia contra los activistas médicos nazis y los psiquiatras universitarios, Göring (que se unió al partido nazi en 1933) predicó contra el psicoanálisis "judío" y supervisó la exclusión de los psicoanalistas judíos de su sociedad e instituto.
En 1934, Göring asumió el liderazgo de la Sociedad Médica General Alemana de Psicoterapia y de 1936 a 1945 fue director del Instituto Alemán de Investigación Psicológica y Psicoterapia en Berlín. En 1938 presidió la destrucción del Instituto Psicoanalítico de Viena y la disolución de la Sociedad Psicoanalítica Alemana, aunque también protegió y empleó a los psicoanalistas August Aichhorn, Felix Boehm y Carl Müller-Braunschweig.
Sin embargo, en el Instituto Alemán de Investigación Psicológica y Psicoterapia en Berlín y en otras sucursales en Alemania y en Viena, los psicoanalistas no judíos continuaron practicando, estudiando y capacitando. El propio Göring supuestamente expresó su agradecimiento por la experiencia de los freudianos, que fueron especialmente activos en la clínica ambulatoria de Berlín. La esposa de Göring, Erna, estaba en análisis con Werner Kemper y su hijo Ernst se sometió a su vez a un análisis con Carl Müller-Braunschweig. El director de pacientes ambulatorios y psicoanalista John Rittmeister, sin embargo, fue víctima de cargos de espionaje y fue ejecutado por los nazis en 1943.
El legado para los psicoanalistas en Alemania de la institucionalización de la psicoterapia que ocasionó Göring durante el Tercer Reich ha sido tanto el avance profesional como el debate ético interno.
Göring falleció en cautiverio del 24 al 25 de julio de 1945 en Poznan, Polonia.